# Fritz Baumbach
Friedrich „Fritz“ Baumbach (* 8. September 1935 in Weimar; † 24. April 2025 in Berlin) war ein deutscher Fernschachspieler. 1988 wurde er Fernschachweltmeister.

## Fernschach
Baumbach kam bei der 4. Fernschach-Weltmeisterschaft bis ins Kandidatenturnier 1958/61. Danach nahm er für die DDR an der 5. und 6. Schacholympiade teil, wo er jeweils eine IM-Norm erzielte. 1967 verlieh ihm dafür der Weltfernschachverband ICCF den Titel Internationaler Meister im Fernschach.
Den Titel Großmeister erhielt er 1973, nachdem er im Lenin-Gedenkturnier (1970–1973) den zweiten Platz erreichte. Wegen dieses Erfolges ersparte ihm die ICCF den Weg über die normale Qualifikation und teilte ihm einen Freiplatz für das Finale der 9. Weltmeisterschaft zu. Hier wurde er 1983 ohne Niederlage Vizeweltmeister hinter Tõnu Õim, 1988 bei der 11. WM sogar Weltmeister. Für diesen Titel erhielt er in der DDR die Ehrung Verdienter Meister des Sports.
Kurios war der Verlauf der 10. Fernschach-Olympiade, an der Baumbach mit der DDR-Mannschaft teilnahm. Das Finale begann 1987 und endete 1995, das heißt, noch mehrere Jahre nach der Wiedervereinigung spielte eine DDR-Mannschaft, obwohl es die DDR gar nicht mehr gab. Dasselbe galt übrigens für die Teilnehmer aus der Sowjetunion und der CSSR. Die DDR-Mannschaft gewann die Bronzemedaille.
Bei der 11. Olympiade, die 1992 begann, nahm Baumbach wieder mit einer deutschen Mannschaft teil. 1999 wurde diese Mannschaft Olympiasieger.
Beim Jubiläumsturnier der Weltmeister 50 Jahre ICCF belegte er den vierten Platz.
Seine Wertungszahl im Fernschach lag zuletzt bei 2421 (Stand: Dezember 2018).

## Nahschach
Auch am Brett war Baumbach ein starker Spieler. 1953 wurde er Jugend-Mannschaftsmeister der DDR. 1961 belegte er bei der Studentenweltmeisterschaft den dritten Platz. Wurde er 1968 bei der DDR-Meisterschaft noch Zweiter, so gewann er 1970 in Freiberg den Titel DDR-Meister.
Im gleichen Jahr nahm er auch mit der Mannschaft der DDR an der Schacholympiade in Siegen teil. Er war am zweiten Reservebrett gemeldet und gewann in der Vorrunde seine drei Partien, in der Endrunde remisierte er dreimal, auch gegen den ehemaligen Weltmeister Smyslow mit den schwarzen Steinen.
Bei der Mannschaftseuropameisterschaft 1970 in Kapfenberg erreichte er mit der DDR den dritten Platz.
Für seine Turniererfolge am Brett erhielt er den Titel FIDE-Meister. In seiner Karriere spielte er für Lichtenberg 47, Union Oberschöneweide, TSC Oberschöneweide, TSC Berlin, DAW Berlin und AdW Berlin und gewann insgesamt siebenmal die Mannschaftsmeisterschaft der DDR. Zuletzt spielte er in der Mannschaft des SC Friesen Lichtenberg, bis zur Saison 2011/12 in der Oberliga Nord. In der schwedischen Elitserien kam er in der Saison 2002/03 für den Lunds ASK zum Einsatz.

## Funktionär

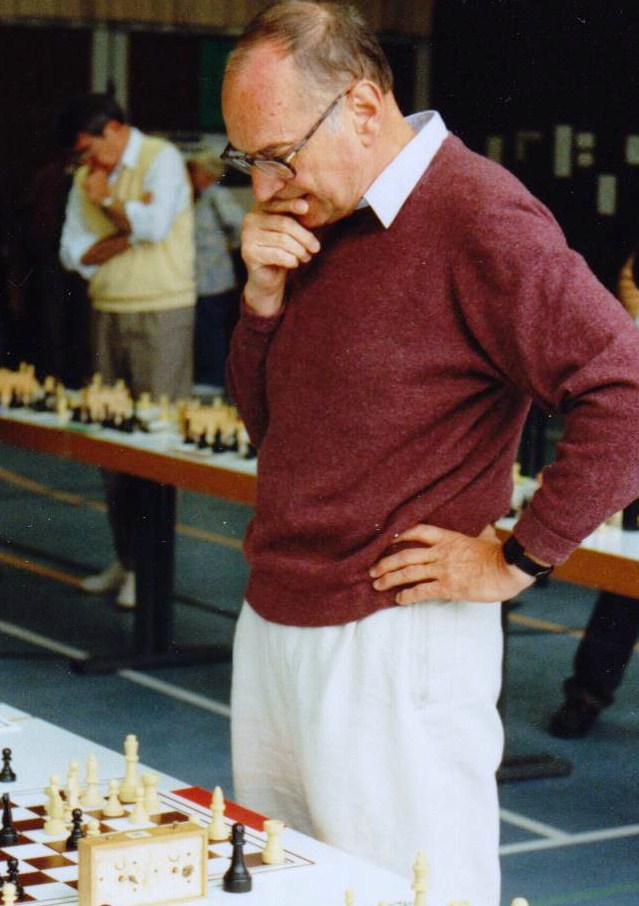
Fritz Baumbach, Juni 1993 beim Fernschachtreffen am Schluchsee (Turniersimultan)

Baumbach war von 1993 bis 2010 Präsident des Deutschen Fernschachbundes e. V. (BdF). Von 1995 bis 1999 war er Generalsekretär des ICCF.
Während seiner Amtszeit als Präsident des Deutschen Fernschachbundes verlor dieser rund zwei Drittel seiner Mitglieder (von 8000 nach der deutschen Wiedervereinigung auf unter 3000 im Jahr 2005). Mit Ablauf des Jahres 2010 trat Baumbach inmitten seiner letzten Wahlzeit zurück.
Ab 1970 trainierte er fast zwanzig Jahre lang gehörlose Schachspieler in der DDR und führte die Nationalmannschaft als Trainer unter anderem auf einen zweiten Platz bei der Mannschaftsweltmeisterschaft des Gehörlosen-Weltschachverbands in Dänemark 1974.

## Privates
Baumbach war von Beruf Chemiker. Er promovierte 1966 mit dem Thema Die Einwirkung von Hydrazinhydrat auf substituierte Pyrimidine. Nach der Promotion absolvierte er an der Akademie der Wissenschaften der DDR in Berlin zusätzlich ein dreijähriges Studium zum Patentingenieur und war danach dort im Patentwesen für Biochemie und Gentechnik tätig. Seit 2000 arbeitete er freiberuflich als Patentanwalt.
Baumbach hatte fünf Kinder – einen Sohn und vier Töchter.

## Auszeichnungen
- Im Mai 2002 sprach ihm der Deutsche Schachbund Dank und Anerkennung in Form einer Ehrenurkunde aus.[8]
- Fritz Baumbach wurde 2011 mit dem Bundesverdienstkreuz am Bande ausgezeichnet.[9]

## Kontroversen
- Seine bei der Verleihung des Bundesverdienstkreuzes gemachte Aussage, dass gehörlose Menschen in ihrer geistigen Entwicklung zurückblieben und sich dies auch beim Schachspielen bemerkbar mache, wurde im März 2012 vom Deutschen Gehörlosen-Bund als „diskriminierend und beleidigend“ kritisiert.[10] Der Deutsche Schachbund distanzierte sich von der Aussage Baumbachs.[11][12]

- In einem Fachartikel im Magazin KARL schrieb Baumbach über seinen ebenfalls aus der DDR stammenden Vorgänger als Fernschach-Weltmeister Horst Rittner, dieser sei „kein allzu guter Nahschachspieler“ und habe „insofern […] den Ruf des Fernschachs geschädigt“. Im gleichen Artikel warf er Rittner indirekt vor, die Trainingsgruppe, zu der auch Baumbach als Student gehörte, für die Analyse seiner Fernpartien eingesetzt zu haben. Seine Äußerungen über Rittner wurden in Fernschachkreisen kritisiert, weshalb Uwe Bekemann vom Vorstand des Deutschen Fernschachbundes im nachfolgenden KARL-Heft eine relativierende Stellungnahme abgab.[13]

## Werke
- Fernschach: 52-54-stop. Tips und Tricks vom Weltmeister (unter Mitarbeit von Heinrich Burger). Sportverlag, Berlin 1991, ISBN 3-328-00398-3.
- Die Schachuhr läuft, Ihr Zug bitte (zusammen mit Wolfgang Thormann). Sportverlag, Berlin 1993, ISBN 3-328-00598-6.
- Gladiatoren ante Portas: Massow-Memorial (zusammen mit Volker-Michael Anton). Magdeburg 2003, ISBN 3-00-012366-0.
- Who is the champion of the champions? (zusammen mit Robin Smith und Rolf Knobel). Berlin 2008, ISBN 978-3-935800-04-4.